# Espaço Verde Chico Mendes
O Espaço Chico Mendes ou Espaço Verde Chico Mendes é um parque público localizado na cidade de São Caetano do Sul (SP) e configura-se como um dos principais locais de lazer e prática de esportes deste município da região do Grande ABC. O parque possui cerca de 140 mil m² de área total, abriga a sede da Prefeitura de São Caetano do Sul e recebeu seu nome em homenagem ao importante ambientalista e sindicalista Chico Mendes.

## Descrição
O Espaço Chico Mendes foi inaugurado no dia 4 de março de 1989 e abriga um salão expositivo da Fundação Pró-Memória, o qual passou a expor desde o ano de 2003 uma série de mostras fotográficas a respeita da história da cidade de São Caetano do Sul.
A parte central do parque é conhecida como Praça Armando Furlan, a qual possui 12 mil m² e conta com uma fonte e um globo de metal representando o município de São Caetano do Sul em destaque. Além disso, o espaço conta com sete quadras poliesportivas, pista de cooper, espaços para eventos, lagos e salas da Fundação Pró-Memória.
O parque é conhecido por sediar programações culturais e artísticas organizadas pela Secretaria da Cultura de São Caetano do Sul (Secult), como shows, apresentações musicais e literárias, números de dança, feiras gastronômicas e o tradicional encontro anual de carros antigos.

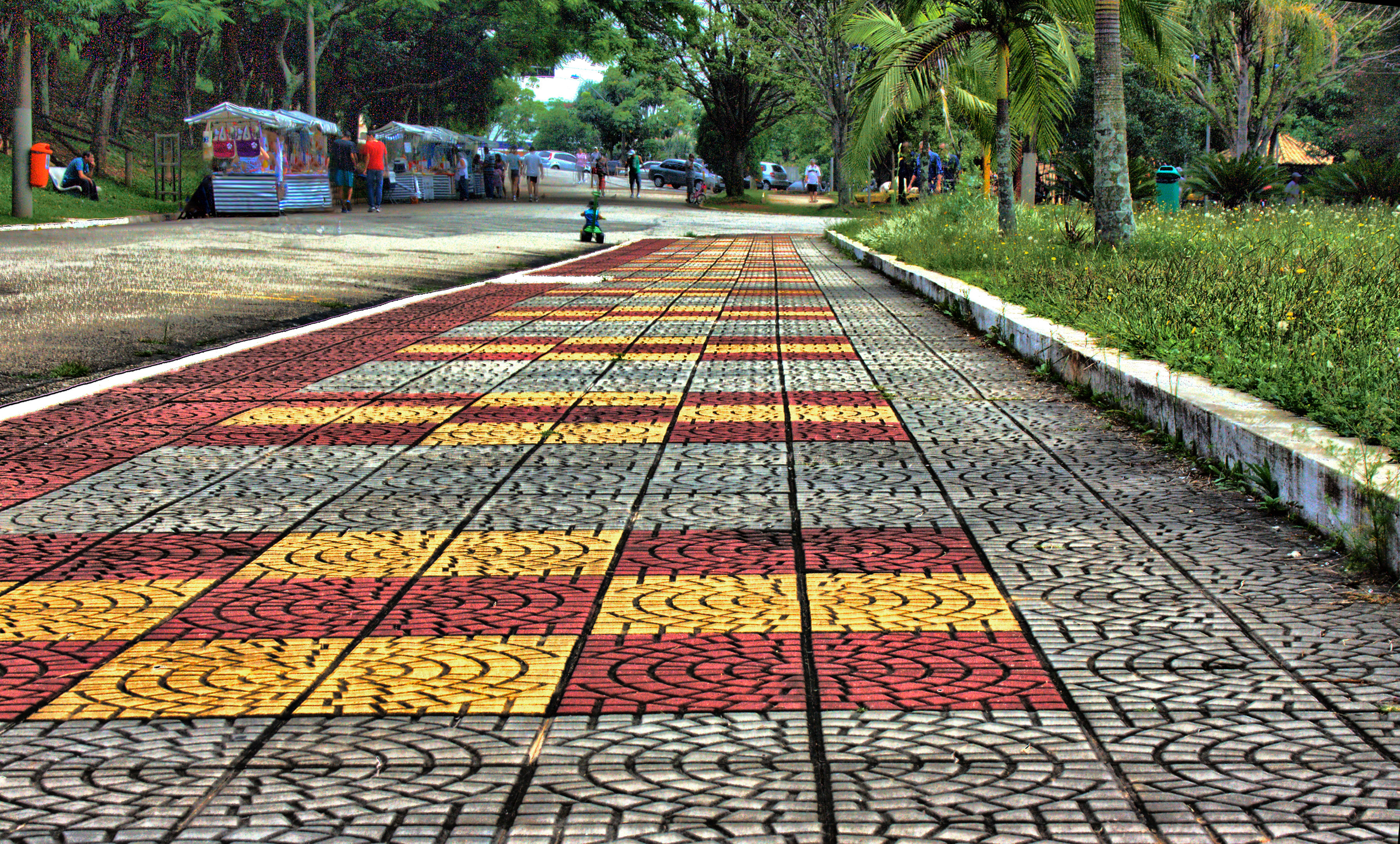
À frente, calçada do Parque Chico Mendes. Ao fundo, a Feira de Artesanato e Gastronomia montada aos finais de semana e feriados.

Todos os fins de semanas e feriados, conta também com uma tradicional Feira de Artesanato e Gastronomia, que é considerada um dos cartões postais da cidade e foi instituída por Decreto Municipal nº 8.828/03 e reorganizada pelo Decreto Municipal 11.402/19.
O espaço foi fechado em fevereiro de 2020 para reformas e foi reinaugurado em janeiro de 2021. A reforma custou em torno de R$1,8 milhão e  visou a modernização da área, construção de novos espaços e instalação de iluminação em LED, que propicia melhoria na segurança.

## Parque Catarina Scarparo D’Agostini
Conhecido também como "Chiquinho", o Parque Catarina Scarparo D’Agostini é interligado ao Espaço Chico Mendes por um túnel, possui cerca de 12 mil m² de área de lazer e conta com um lago, três cascatas e um espaço para cães. O Chiquinho foi reformado no ano de 2018, providenciando melhorias no lago, túnel de acesso e em outras áreas de lazer.